# ترانه جدایی (ترانه لیتل میکس)
«ترانه جدایی» (به انگلیسی: Break Up Song) ترانه‌ای از گروه موسیقی دخترانه اهل بریتانیا لیتل میکس است. این ترانه در ۲۷ مارس ۲۰۲۰ به‌عنوان تک‌آهنگ اصلی آلبوم گروه با عنوان کنفتی توسط آرسی‌ای رکوردز منتشر شد.